# St. Lutgeri (Rhode)

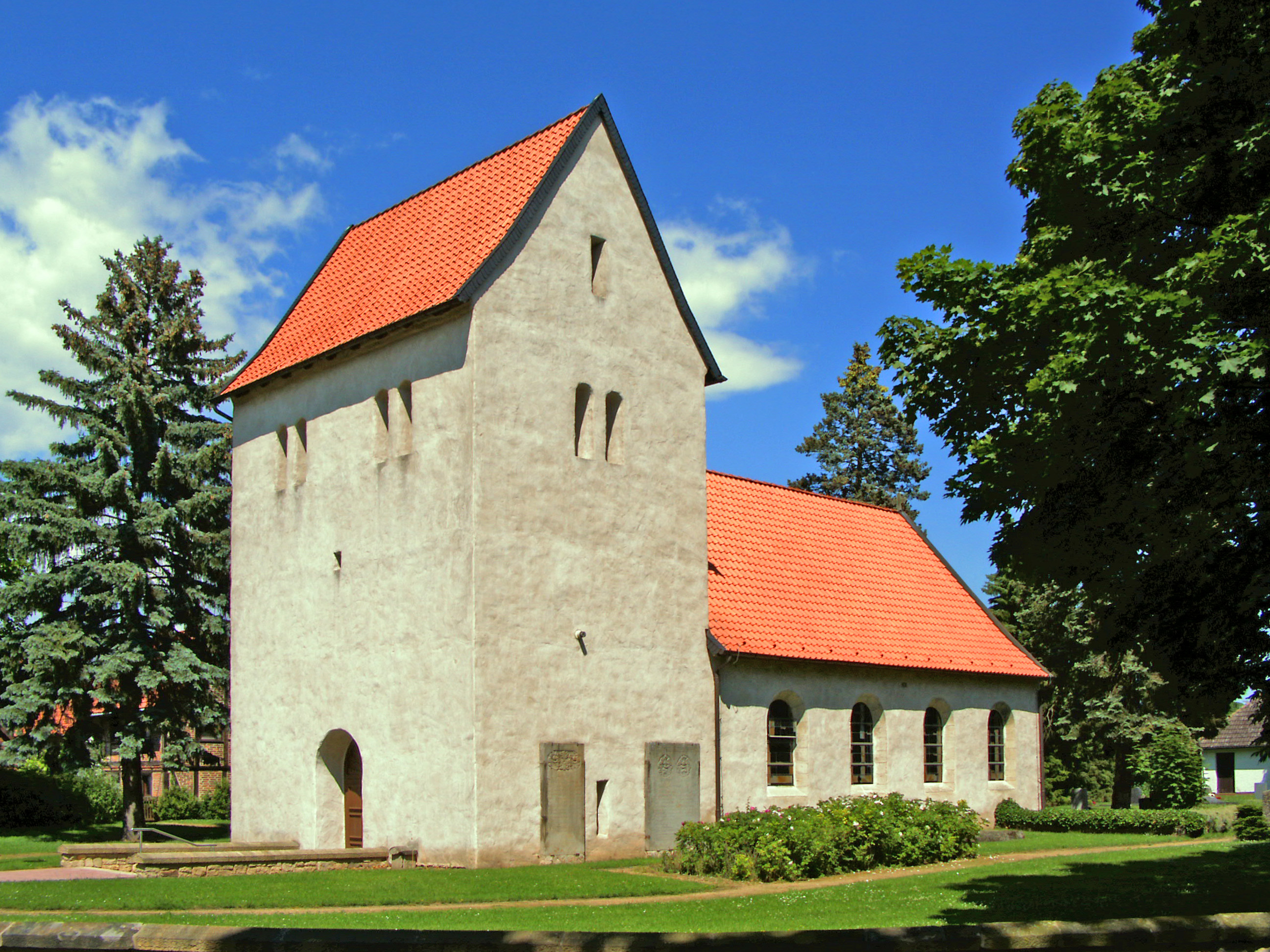
St. Lutgeri

Die evangelisch-lutherische denkmalgeschützte Kirche St. Lutgeri steht in Rhode (Stadt Königslutter am Elm) im Landkreis Helmstedt in Niedersachsen. Die Kirche gehört zur Kirchengemeinde Hasenwinkel im Kirchenkreis Wolfsburg-Wittingen im Sprengel Lüneburg der Evangelisch-lutherischen Landeskirche Hannovers.

## Beschreibung
Das Kirchenpatronat wurde 1150/60 für das Kloster St. Ludgeri in Helmstedt bezeugt. Die romanische Saalkirche aus verputzten Feldsteinen hat einen querrechteckigen Kirchturm im Westen und eine Apsis, die im Osten an das Kirchenschiff angebaut ist. Im Kirchenschiff wurden alle Fenster verändert, in der Apsis sind sie im Original erhalten. Das Kirchenschiff ist mit einem Satteldach bedeckt, ebenso der Kirchturm, jedoch quer. 
Der Innenraum ist mit einer Holzbalkendecke überspannt. Aus der Zeit der Romanik ist ein kleines hölzernes Kruzifix erhalten geblieben. Die Orgel mit zehn Registern auf einem Manual und Pedal wurde 1997 von Michael Becker gebaut.